# Stadtgeschichtliches Museum Leipzig
Das Stadtgeschichtliche Museum Leipzig als Einrichtung der Stadt Leipzig sammelt, dokumentiert und präsentiert in seinen Ausstellungen Objekte, Informationen und Kontexte des Stadtgeschehens von der Stadtwerdung Leipzigs im frühen Mittelalter bis zur Gegenwart. Mit jährlich etwa 550.000 Besuchern (Stand Ende 2024) zählt das Stadtgeschichtliche Museum zu den meistbesuchten Sehenswürdigkeiten Leipzigs.
Um die zentralen Positionen Altes Rathaus und Haus Böttchergäßchen (bis 2014 Neubau genannt) liegt der Ring der dezentralen Themenmuseen. Dazu gehören das Völkerschlachtdenkmal und FORUM 1813, das Schillerhaus in Leipzig-Gohlis, das Museum Zum Arabischen Coffe Baum, die Alte Börse sowie das Sportmuseum (derzeit ohne ständige Ausstellung).

Übersicht der Einzeleinrichtungen
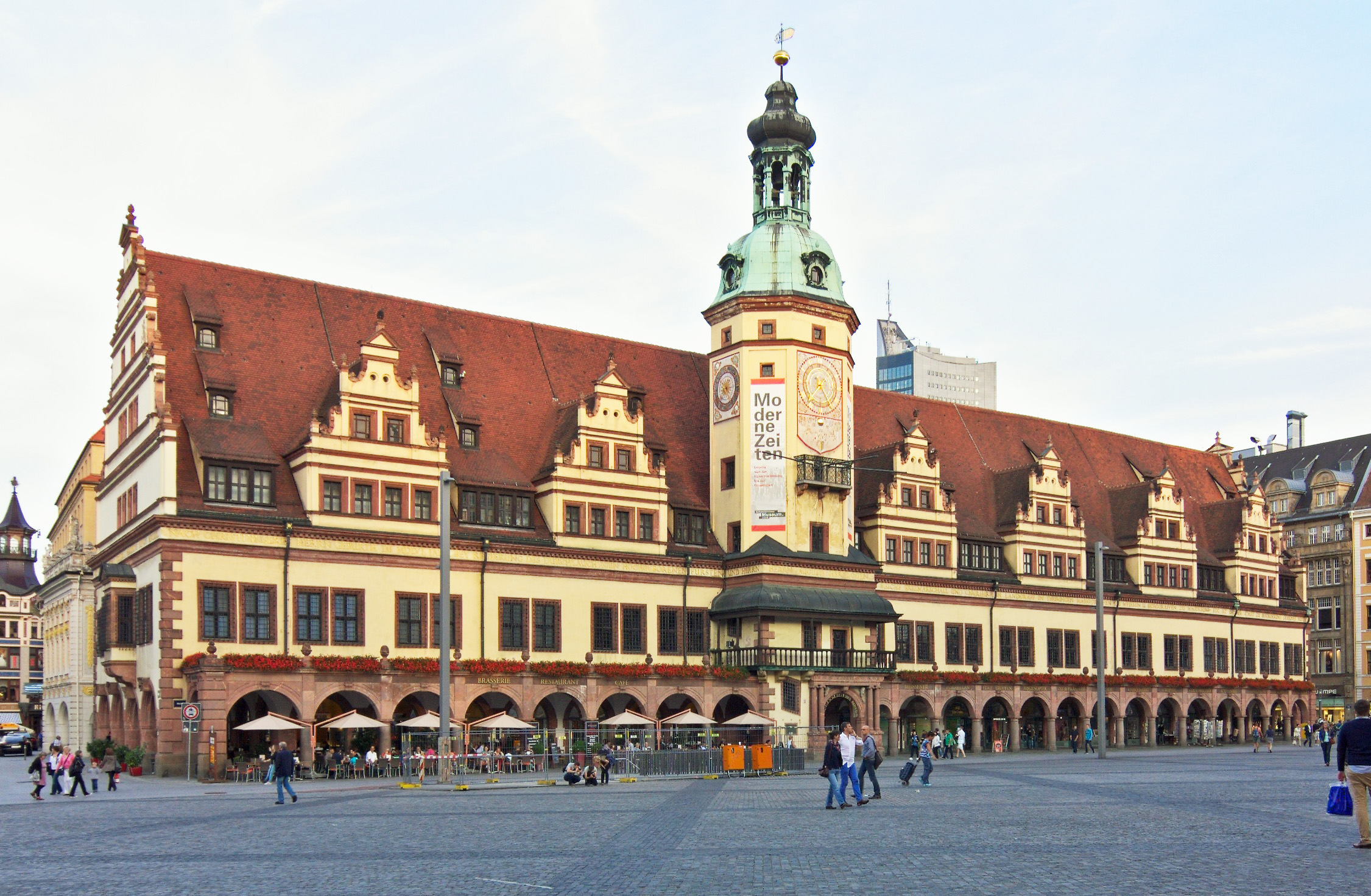
Altes Rathaus
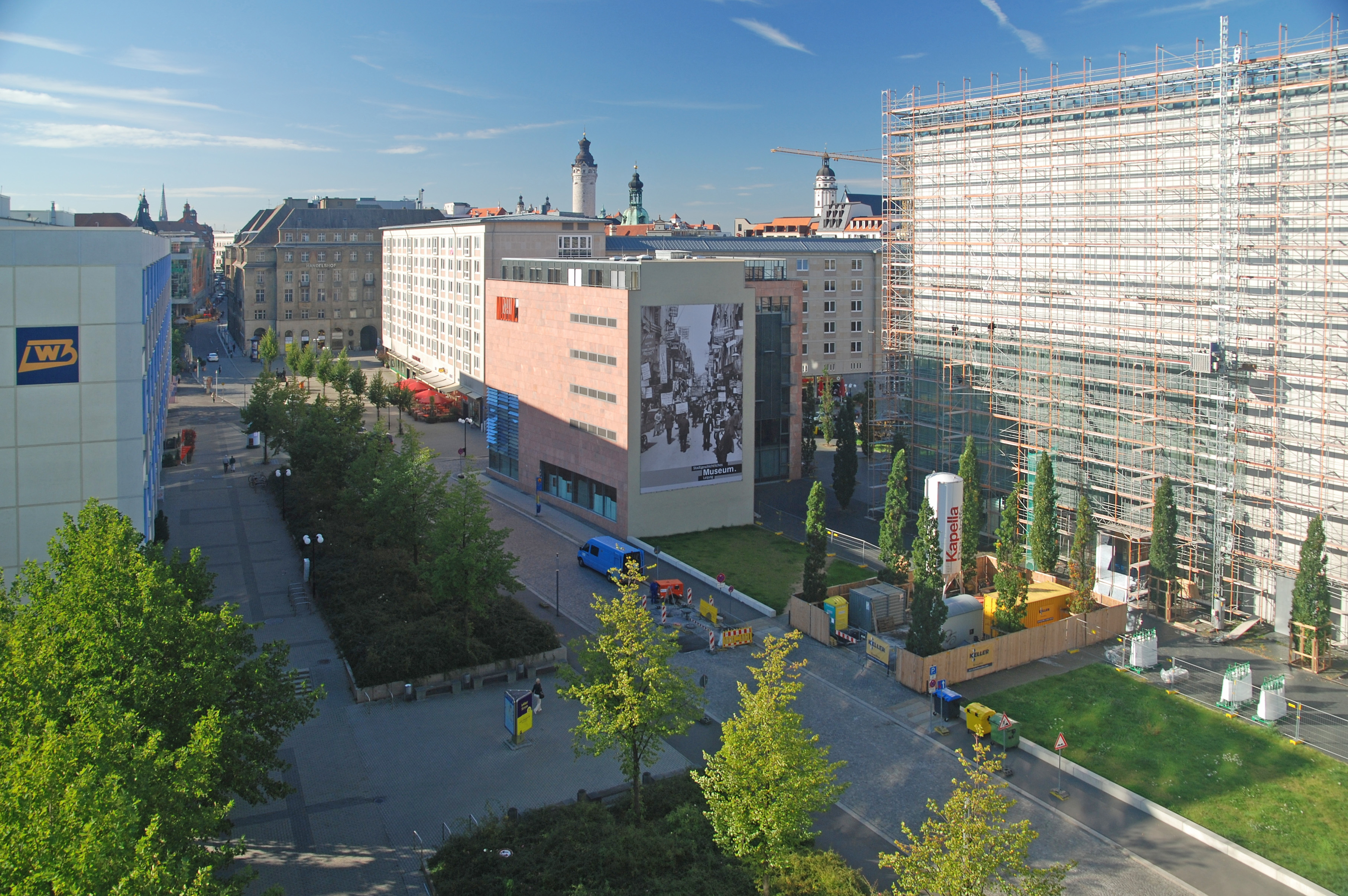
Haus Böttchergäßchen
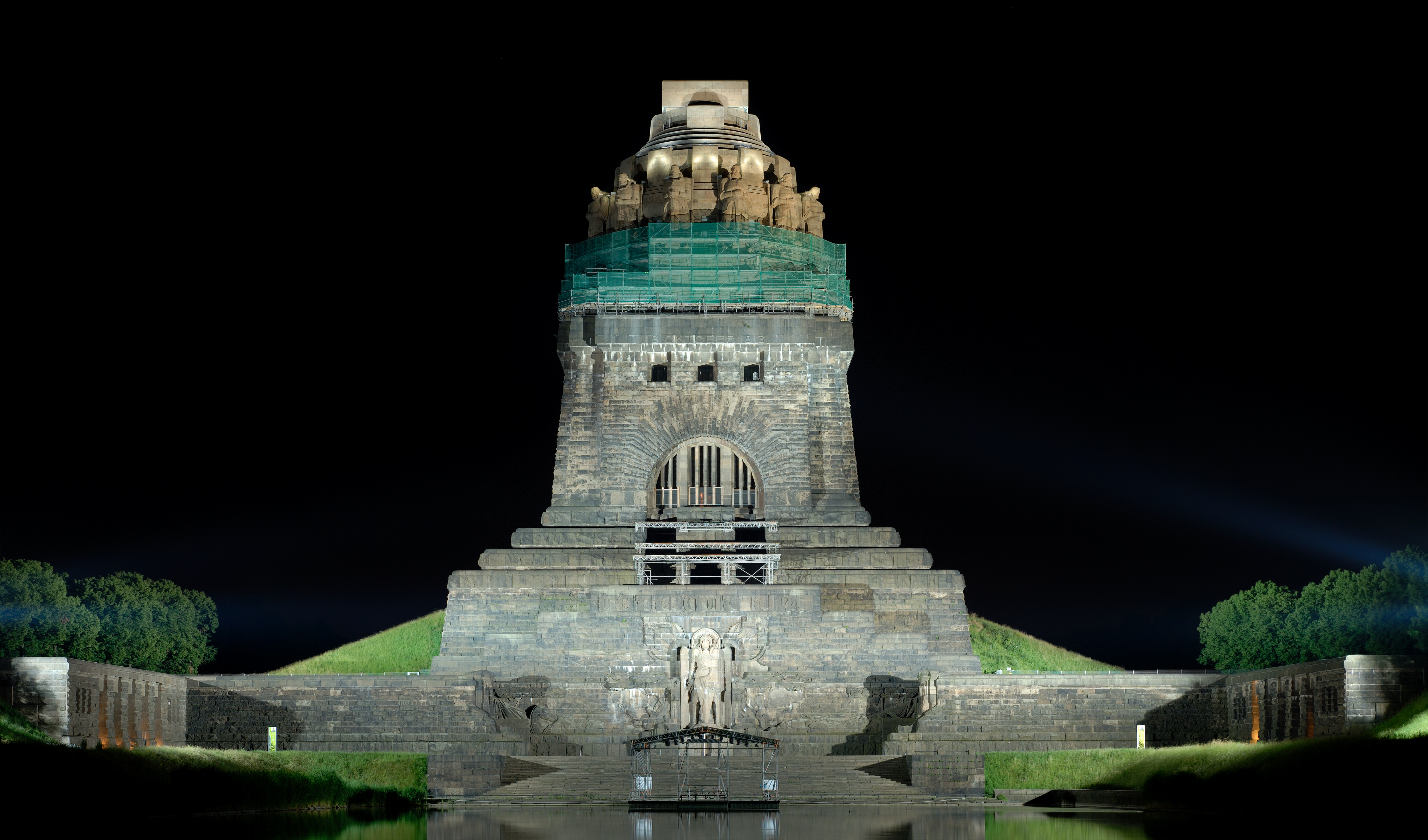
Völkerschlachtdenkmal
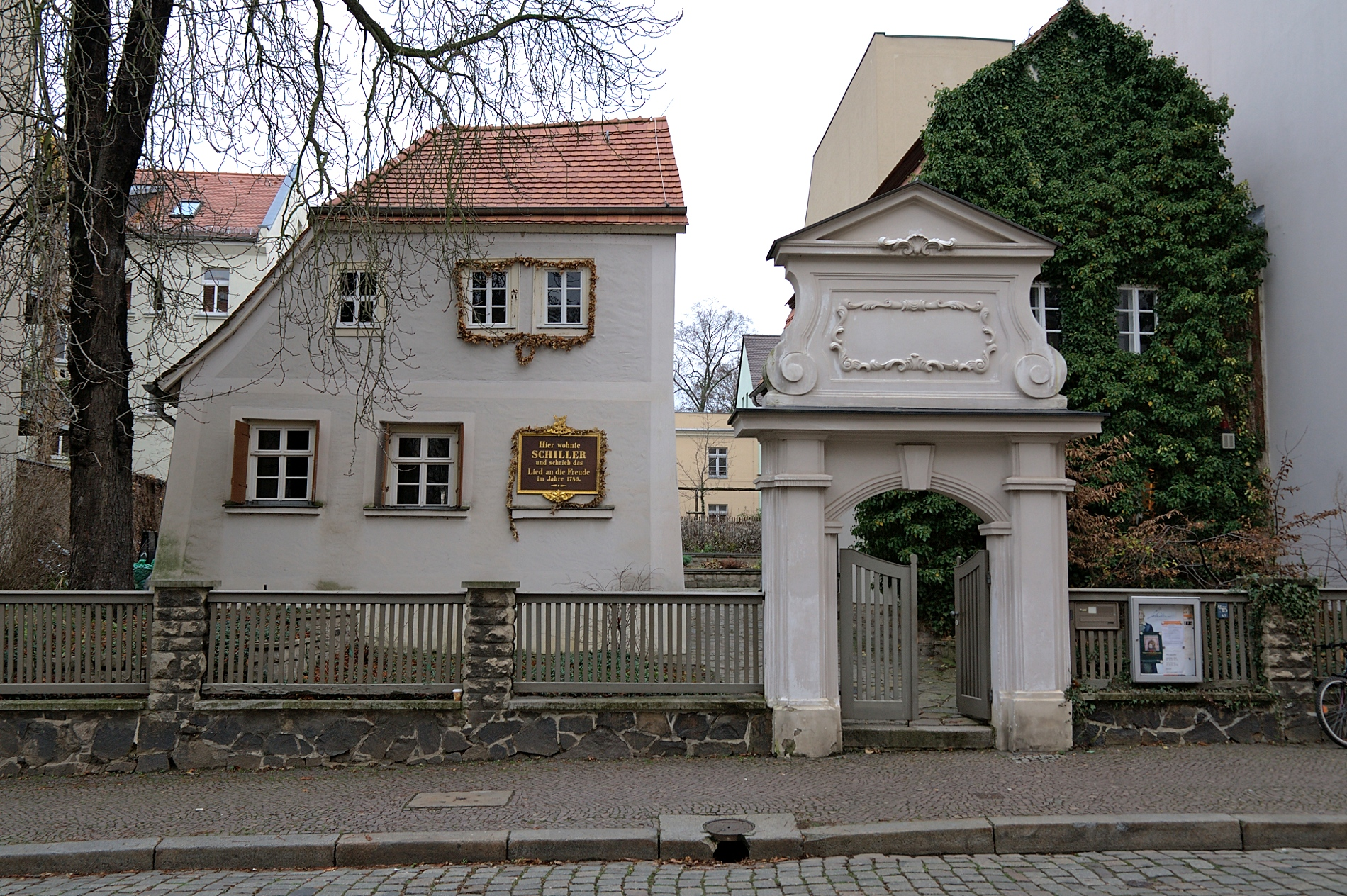
Schillerhaus
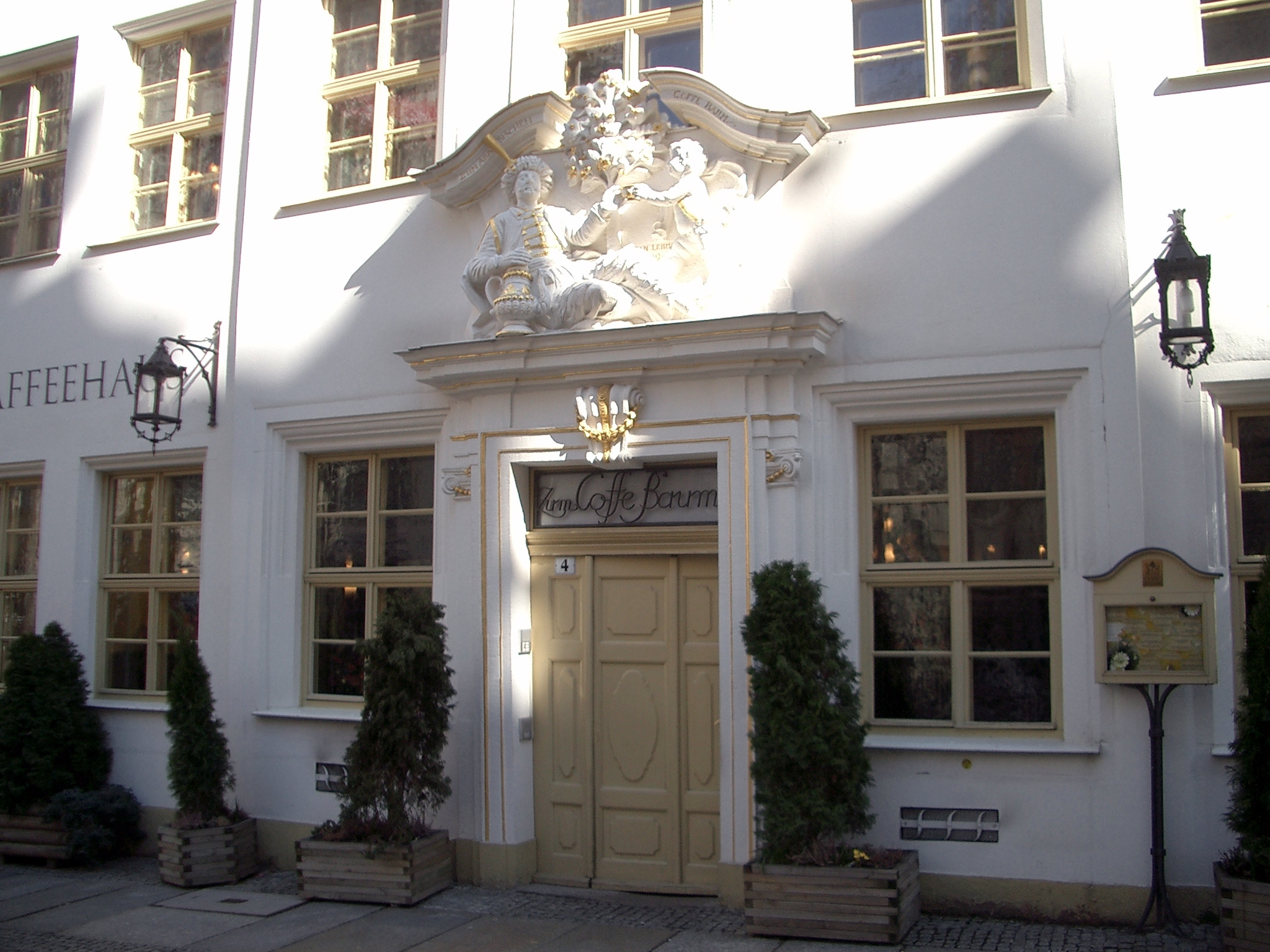
Museum zum Arabischen Coffe Baum
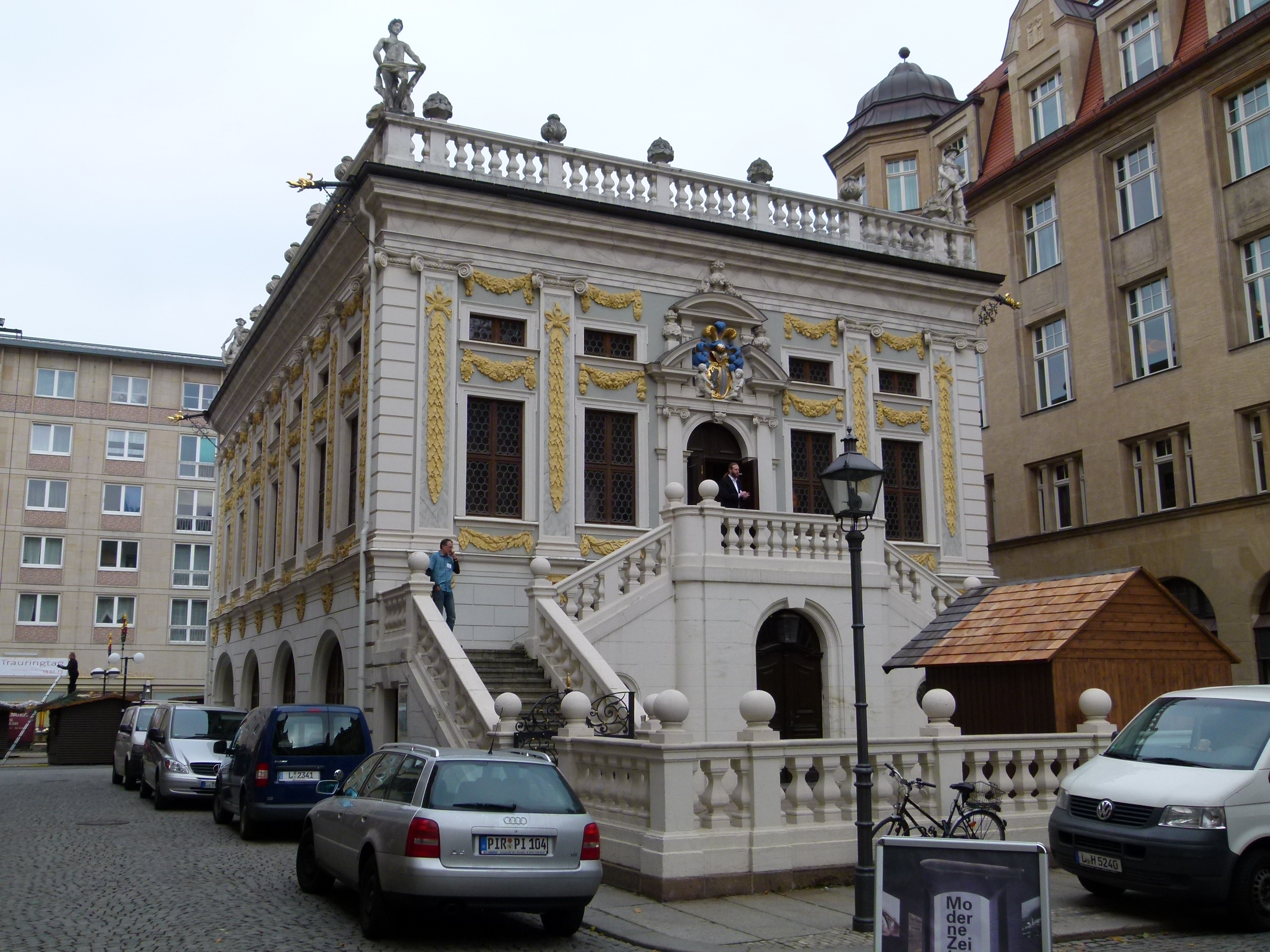
Alte Börse

## Vorgeschichte
Im Jahr 1867 gründete sich der Verein für die Geschichte Leipzigs, dessen Hauptziele neben der Erforschung der Stadtgeschichte die Erhaltung historischer Denkmäler sowie die Anbringung von Gedenktafeln an bedeutsamen Leipziger Gebäuden waren. Verbunden mit verschiedenen Publikationen des Vereins und seiner Mitglieder wurden im Laufe der nächsten Jahre zahlreiche Zeugnisse zur Stadtgeschichte zusammengetragen. Die Sammlungen wuchsen so rasch an, dass aus Platzmangel bereits 1873 zum dritten Mal das Domizil gewechselt werden musste: etwa 5.600 Objekte waren zu diesem Zeitpunkt verzeichnet. Im gleichen Jahr erwarb der Verein die äußerst kostbare Büchersammlung des Leipziger Bürgers Johann Cornelius Maximilian Poppe, deren ca. 5.000 Bände später den Grundstock der Bibliothek des Stadtgeschichtlichen Museums bilden sollten.
In der neuen Heimstätte des Geschichtsvereins, dem Alten Johannishospital, wurde im Jahr 1889 eine Ausstellung in zwölf Räumen eröffnet, die interessierten Besuchern eine Auswahl der Sammlungen zeigte.
Am 18. Dezember 1906 beschloss der Verein, seine Sammlungen der Stadt Leipzig für das neu zu gründende Stadtgeschichtliche Museum zu übergeben. Dessen Errichtung wurde bereits im Jahr 1885 durch Gustav Wustmann empfohlen, der 1903 seinen Vorschlag dahingehend konkretisierte, das Museum im zweiten Obergeschoss des Alten Rathauses unterzubringen.

## Geschichte
Im November 1908 beschloss der Leipziger Stadtrat, dass das von 1906 bis 1909 umgebaute Alte Rathaus als Stadtgeschichtliches Museum fungieren sollte. Nach Fertigstellung des Umbaus fand im Sommer 1909 mit einer Schau zum 500-jährigen Bestehen der Universität Leipzig eine erste Sonderausstellung statt, allerdings noch ausgerichtet vom städtischen Kunstgewerbemuseum. Nach der Ende 1909 erfolgten Überführung der Sammlungen des Geschichtsvereins in das Alte Rathaus wurde eine Geschäftsstelle eingerichtet, die Leitung des Museums übertrug man Albrecht Kurzwelly, bis dahin stellvertretender Direktor des Kunstgewerbemuseums. Seine Festlegung, die Sammlungen nicht chronologisch, sondern nach Objekttypen zu ordnen, hat bis heute weitestgehend ihre Gültigkeit.
Ergänzt wurden die vorhandenen Sammlungen durch Objekte aus der Stadtbibliothek, dem Kunstgewerbemuseum, dem Museum der bildenden Künste sowie dem Völkerkundemuseum. Die offizielle Einweihung des Stadtgeschichtlichen Museums erfolgte Ende 1911, am 11. Dezember konnte das Hauptgeschoss des Alten Rathauses samt Festsaal mit seiner Ausstellung eröffnet werden, ergänzt durch die am 12. Juni 1916 erfolgte Öffnung des Obergeschosses.
Kurzwellys Nachfolger ab 1918 war der politisch liberal eingestellte Historiker, Publizist und bis 1938 Vorsitzende des Geschichtsvereins Friedrich Schulze, er führte das Museum durch die Zeit der Weimarer Republik und des Nationalsozialismus bis 1945. Internationales Aufsehen erregte im Jahr 1937 ein Diebstahl, bei dem am 8. Oktober im Alten Rathaus das kleinformatige Gemälde Moses mit den Gesetzestafeln von Lucas Cranach d. Ä. aus dem Rahmen entfernt und entwendet wurde. Einen Tag später wurde das Bild in einem Korb für abzugehende Päckchen im Postamt des Leipziger Hauptbahnhofs entdeckt, der oder die Täter wurden nie ermittelt.
1938/1939 zogen die Verwaltung und Bibliothek des Museums nach Umbauarbeiten in bis dahin privatgeschäftlich genutzte Bereiche des Erdgeschosses links vom marktseitigen Eingang. Im Sommer 1943 wurden kriegsbedingt Großteile der Sammlungen in verschiedene Standorte in einem Umkreis von 50 Kilometer um Leipzig ausgelagert. Nach schweren Bombenangriffen am 4. Dezember 1943 brannten Dachgeschoss und Turm des Alten Rathauses aus, durch bauliche Veränderungen aus früheren Jahren blieben der Festsaal im Hauptgeschoss sowie große Teile der Sammlungen unversehrt.
Von 1946 bis 1950 wurde das Alte Rathaus als eines der ersten öffentlichen Gebäude der Stadt wiederaufgebaut, in dieser Zeit gab es lediglich kleinere Ausstellungen. Die offizielle Neueröffnung des Hauses fand im Mai 1952 statt, sechs Jahre später im Erdgeschoss die der Museumsbibliothek als stadtgeschichtliche Fachbibliothek.
Im Jahr 1960 erfolgte die Vereinigung mit dem Museum für Geschichte der Arbeiterbewegung, das im ehemaligen Georgi-Dimitroff-Museum in den Räumlichkeiten des Reichsgerichtsgebäudes untergebracht war. Ein Jahr später entstand durch den Zusammenschluss mehrerer Einrichtungen das Museum für Geschichte der Stadt Leipzig, ab Anfang der 1970er Jahre auch unter dem Begriff Museumskombinat geläufig. Dazu gehörten das Stadtgeschichtliche Museum, das Schillerhaus, das Völkerschlachtdenkmal, die Lenin-Gedenkstätte (Rosa-Luxemburg-Straße 19–21), die Iskra-Gedenkstätte (Russenstraße 48) sowie die Karl-Liebknecht-Gedenkstätte (Braustraße 15).
Die Alte Börse wurde 1963 der Gebäudeverwaltung des Stadtgeschichtlichen Museums zugeordnet, am 18. Oktober 1963 fand im Wilhelm-Külz-Park die Eröffnung des Ausstellungspavillons zur Völkerschlacht statt. In der Folgezeit wurde die ständige Ausstellung im Alten Rathaus – erweitert auf das Obergeschoss – bis in die 1970er Jahre hinein kontinuierlich erweitert, begleitet durch zahlreiche Sonderschauen. 1973 wurde offiziell die Obergeschoss-Ausstellung, die nun die Stadtgeschichte von 1917 bis 1961 thematisierte, unter dem Namen Leipzig – gestern – heute – morgen dem Publikum geöffnet.
Das Sportmuseum als Einrichtung des Hauses wurde 1977 eröffnet, 1980 erfolgte die Angliederung des Göschenhauses in Grimma (1996 wieder an Grimma abgegeben).
Von 1988 bis 1990 wurde die Dauerausstellung im Alten Rathaus, einhergehend mit überfüllten Depots und strukturellen Schwierigkeiten, im Rahmen von Sanierungsarbeiten geschlossen.
Die Wiedereröffnung fand 1990 unter der alten Bezeichnung Stadtgeschichtliches Museum Leipzig statt, im zweiten Obergeschoss des Alten Rathauses entstanden Arbeits- und Magazinräume für die Mitarbeiter des Museums sowie eine Fläche für Sonderausstellungen. Die Direktion, Verwaltung und Fotothek befanden sich zu diesem Zeitpunkt neben der Bibliothek im Erdgeschoss des Gebäudes. 1991 wurden die Iskra- und Lenin-Gedenkstätte geschlossen, gleichzeitig wurden das Torhaus Dölitz (mit einer Ausstellung kulturhistorischer Zinnfiguren, 1998 abgegeben) sowie ein Großteil der Sammlungen des ehemaligen Georgi-Dimitroff-Museums dem Museum zugeordnet. Im gleichen Jahr wurde auch die Ausstellungstätigkeit des Sportmuseums eingestellt, die Einrichtung als solche besteht bis heute – aber lediglich als Sammlungs- und Dokumentationszentrum. Die Karl-Liebknecht-Gedenkstätte wurde 1992 geschlossen.
Neben der Einrichtung der zentralen computergestützten Dokumentation des Museums wurden im Jahr 1999 das Museum Zum Arabischen Coffe Baum sowie das FORUM 1813 am Völkerschlachtdenkmal eröffnet.
Eine neu erarbeitete Gesamtkonzeption für das Museum, ab 1995 konkret werdend, führte letztendlich zur Neustrukturierung und zum Neubau, der im Jahr 2004 eröffnet wurde und heute Teil des Museumsquartiers ist. Zwischenzeitlich wurde von 2001 bis 2002 das Alte Rathaus umgebaut und modernisiert, die Erdgeschosszone für museumsexterne Zwecke abgegeben. Aus diesem Grund mussten Bibliothek und Fotothek, große Teile der magazinierten Sammlungen sowie die museumspädagogische Abteilung bis zur Eröffnung des Neubaus in Übergangsquartiere umziehen, unter anderem in Räumlichkeiten der ehemaligen Bezirksverwaltung des Ministeriums für Staatssicherheit am Matthäikirchhof und in der Großen Fleischergasse.
Aufsehen erregte ein 2016 aufgedeckter Diebstahl. Zwischen 2011 und 2016 entwendete ein ehemaliger Mitarbeiter des Museums aus der numismatischen Sammlung 576 teilweise höchst seltene Münzen und Medaillen, die unter anderem über Auktionshäuser und Online-Verkaufsplattformen angeboten und veräußert wurden. Der dabei entstandene Gesamtschaden bezifferte sich auf fast eine halbe Million Euro.
Seit 2013 betreibt das Museum gemeinsam mit u. a. mit dem Verlag Hentrich & Hentrich den sogenannten Erinnerungsort Capa-Haus.
Heute bildet das Stadtgeschichtliche Museum Leipzig ein Netzwerk von insgesamt neun Einrichtungen mit jeweils unterschiedlichen thematischen Schwerpunkten. Insgesamt beinhalten die Sammlungen des Stadtgeschichtlichen Museums Leipzig gegenwärtig über 600.000 Objekte, von denen etwa 340.000 über eine Internet-Datenbank recherchierbar sind.

## Einrichtungen

### Altes Rathaus

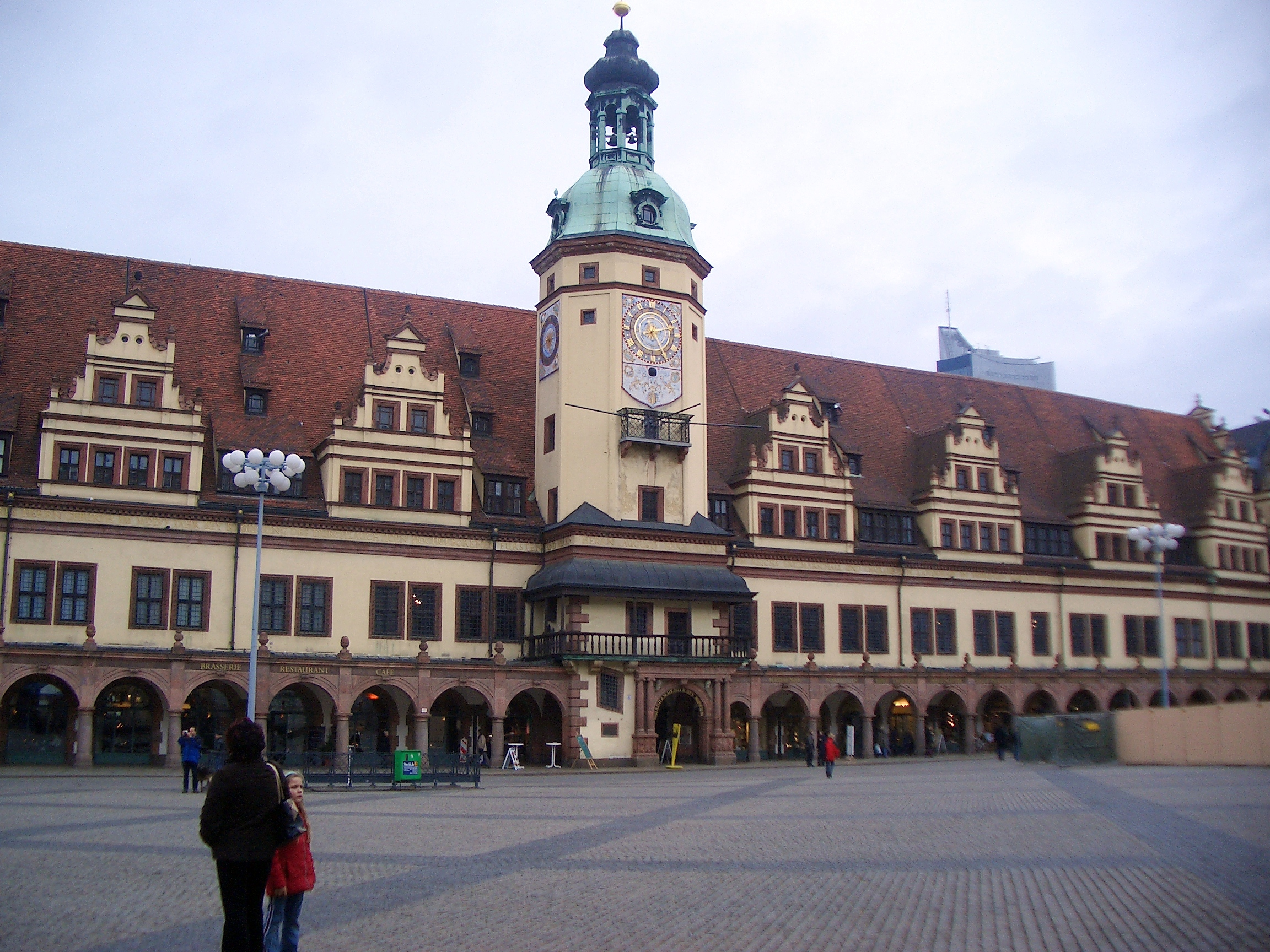
Das Alte Rathaus (Frontansicht)

Den Kern des Museums bildet neben dem Neubau im Böttchergäßchen das Alte Rathaus am Markt mit der zentralen ständigen Ausstellung zur Leipziger Stadtgeschichte.
Im Hauptgeschoss des Alten Rathauses ist die ständige Ausstellung zur Geschichte Leipzigs von Beginn der Stadtwerdung bis zur Völkerschlacht im Jahr 1813 zu besichtigen. Den Dreh- und Angelpunkt dieses Bereiches bildet der auch für Empfänge und kulturelle Veranstaltungen genutzte Renaissance-Festsaal mit einem rund 25 m² großen Stadtmodell, das Leipzig im Jahre 1823 zeitgenössisch detailliert darstellt. Neben zwei zu besichtigenden Gemäldegalerien (Fürsten- und Stadtrichterbildnisse) wird hier außerdem die Leipziger Rechtsprechung thematisiert, unter anderem mit einer handschriftlichen Ausgabe des Sachsenspiegels aus dem Jahr 1461 sowie zahlreichen Objekten zu Johann Christian Woyzeck. Ausgehend vom Festsaal gelangt der Museumsbesucher in chronologisch-thematisch gegliederte Bereiche (Frühgeschichte und Stadtwerdung, Mittelalter, Kirche und Universität, Reformation, Messe, Barock, Architektur und Gärten, Städtischer Alltag, Kulturelle Blüte, Krieg und Frieden, Geschichte des Alten Rathauses, Handwerk, Musik). Im südlichen Teil des Hauptgeschosses befinden sich außerdem die Ratsstube sowie das Aerar mit Objekten des Leipziger Kramerschatzes.
Im Obergeschoss mit einer Fläche von rund 1500 m² wurde am 11. Dezember 2011 der zweite Teil der ständigen Ausstellung unter dem Titel Moderne Zeiten. Leipzig von der Industrialisierung bis zur Gegenwart eröffnet. Neben einer ausführlichen chronologischen Darstellung der Stadtgeschichte ab 1815 wird die Bedeutung Leipzigs in den Bereichen Buch, Musik, Messe und Sport separat in den sogenannten Themen einer Stadt behandelt. Im Dachstuhl des Alten Rathauses ist eine Inszenierung zur Zerstörung Leipzigs im Zweiten Weltkrieg vorzufinden.
Über die Rückseite des Gebäudes gelangt man in die im Keller gelegenen ehemaligen Kerkereinrichtungen des Alten Rathauses.

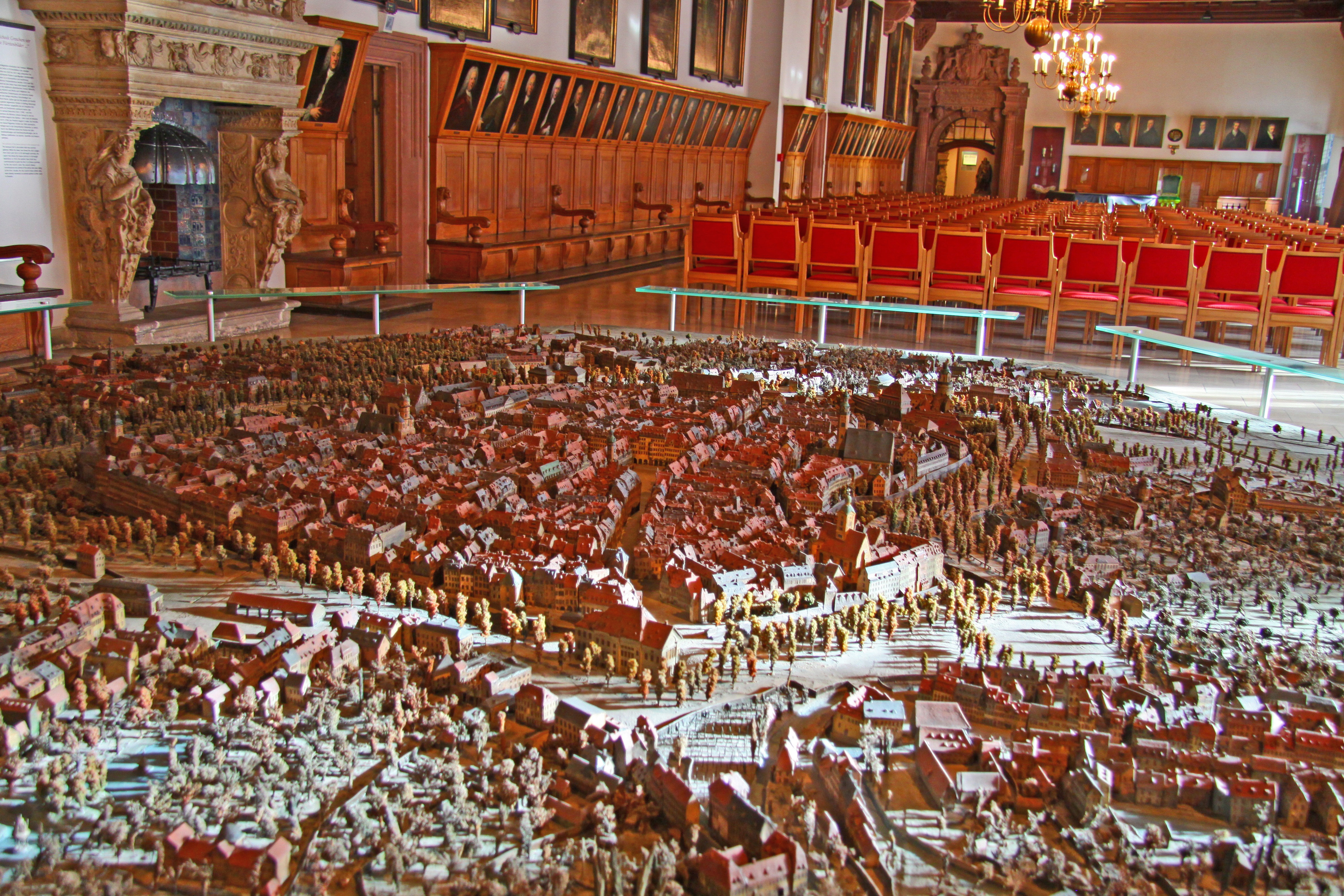
Das Stadtmodell Leipzigs im Festsaal
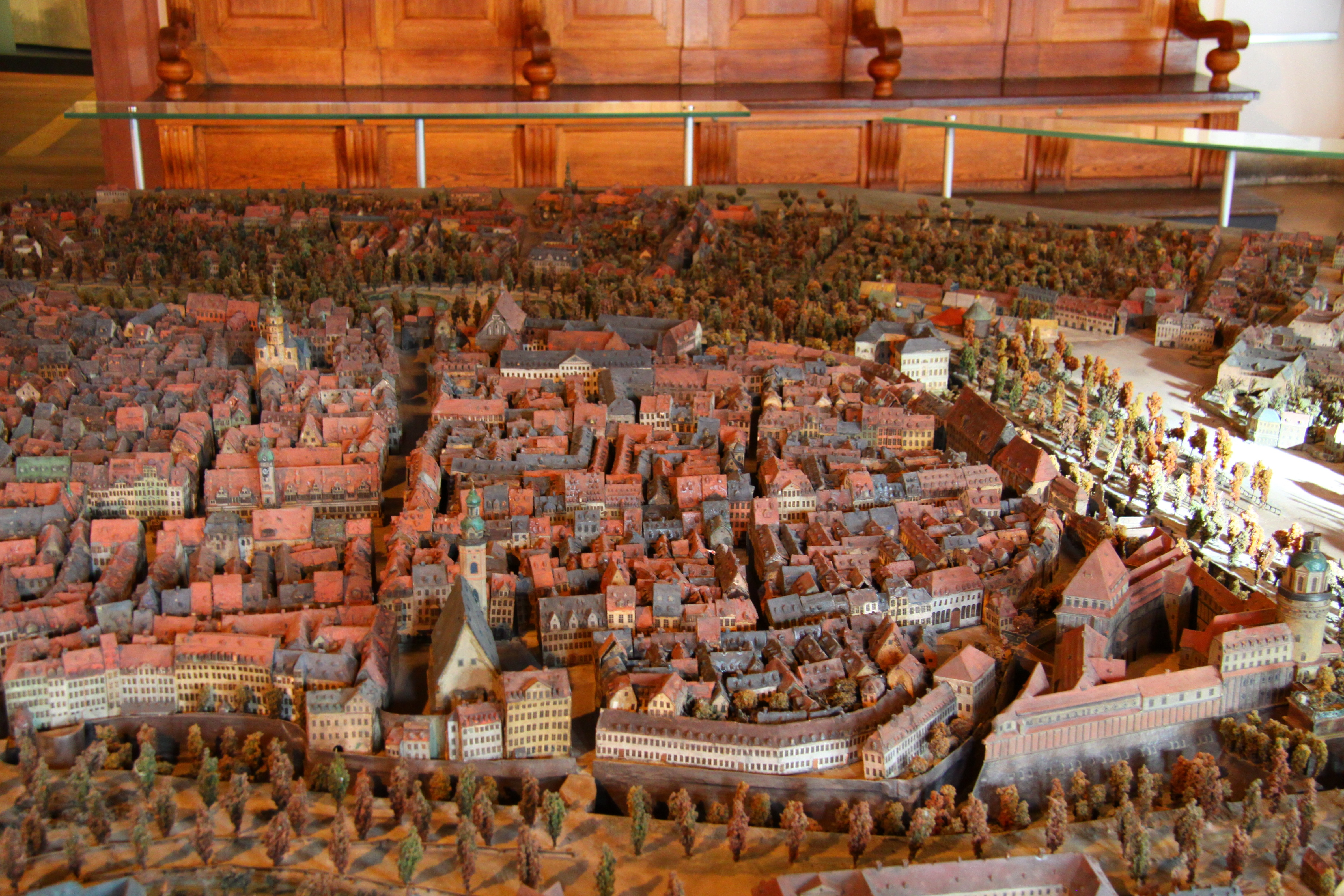
Detailansicht des Stadtmodells
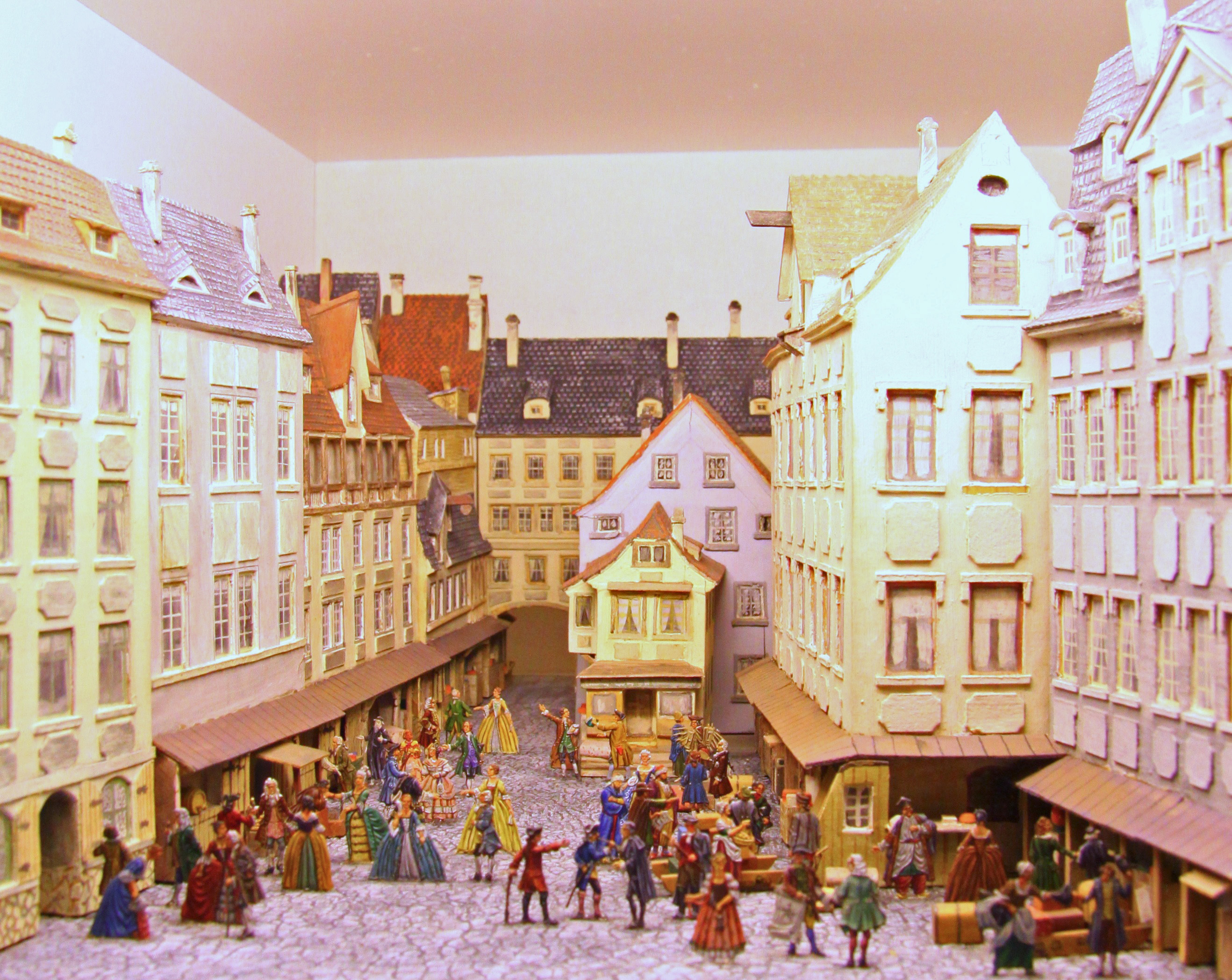
Modell Leipzigs mit Zinnfiguren
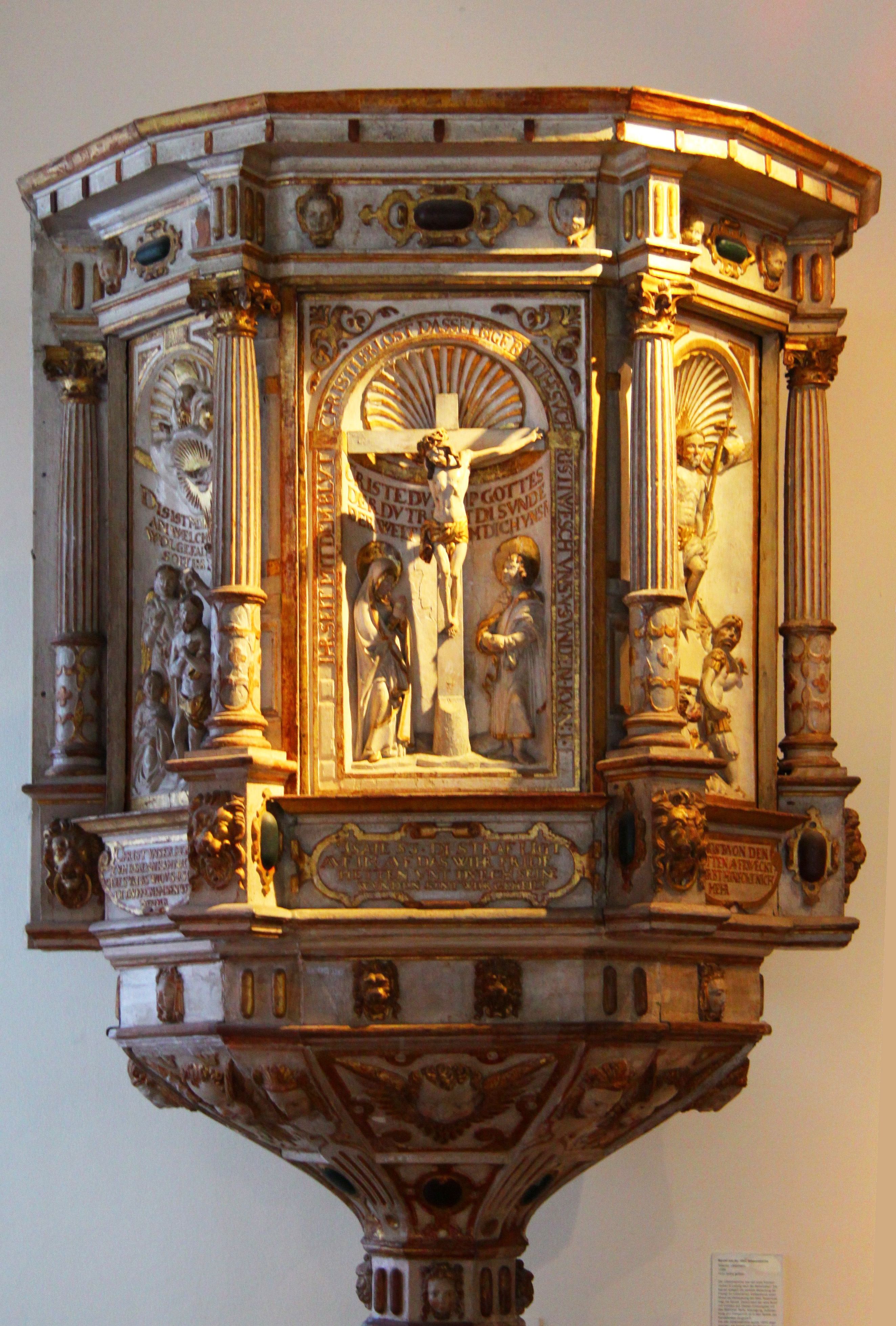
Kanzel der zerstörten Johanniskirche
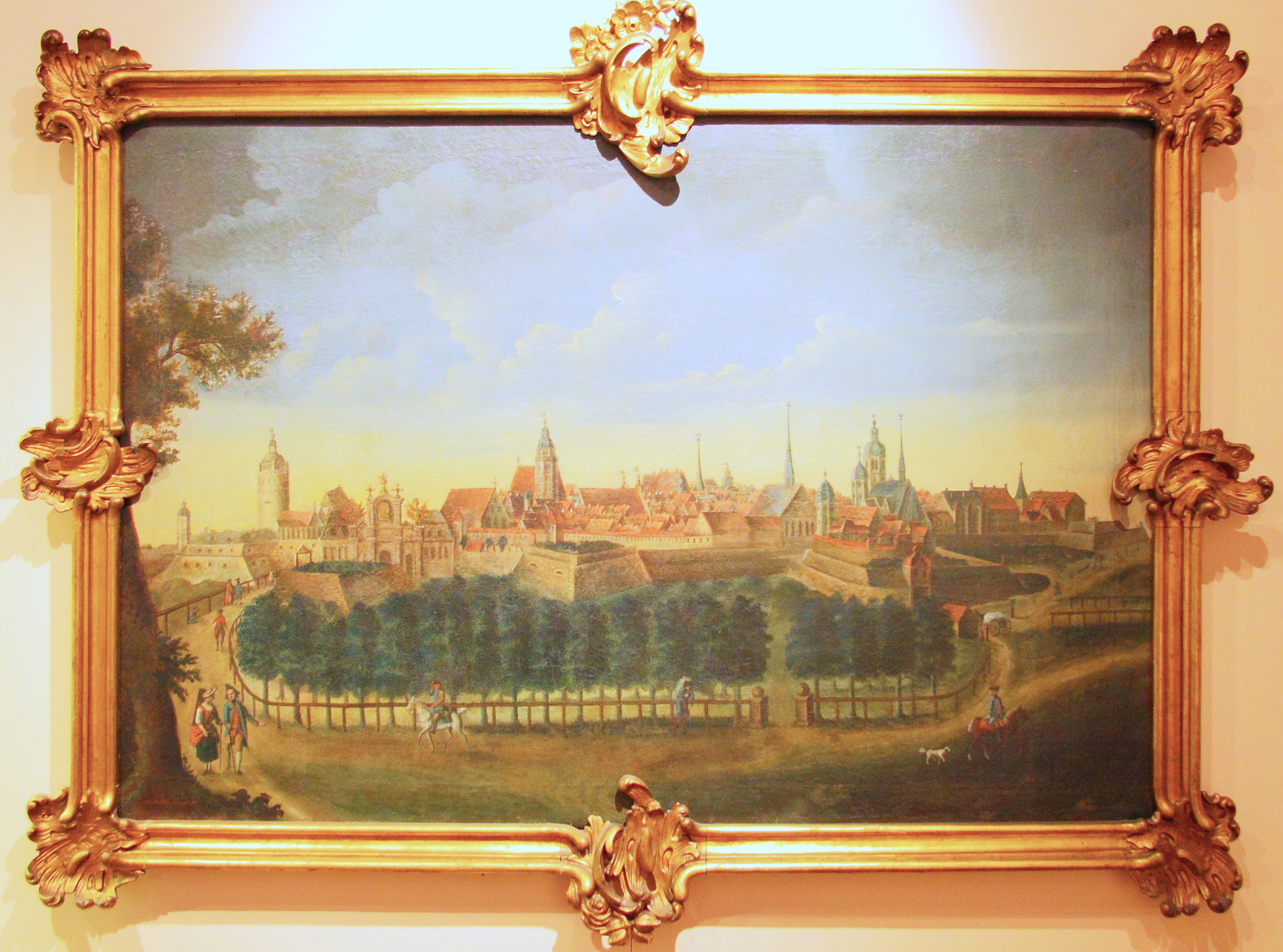
Stadtansicht aus dem 18. Jahrhundert
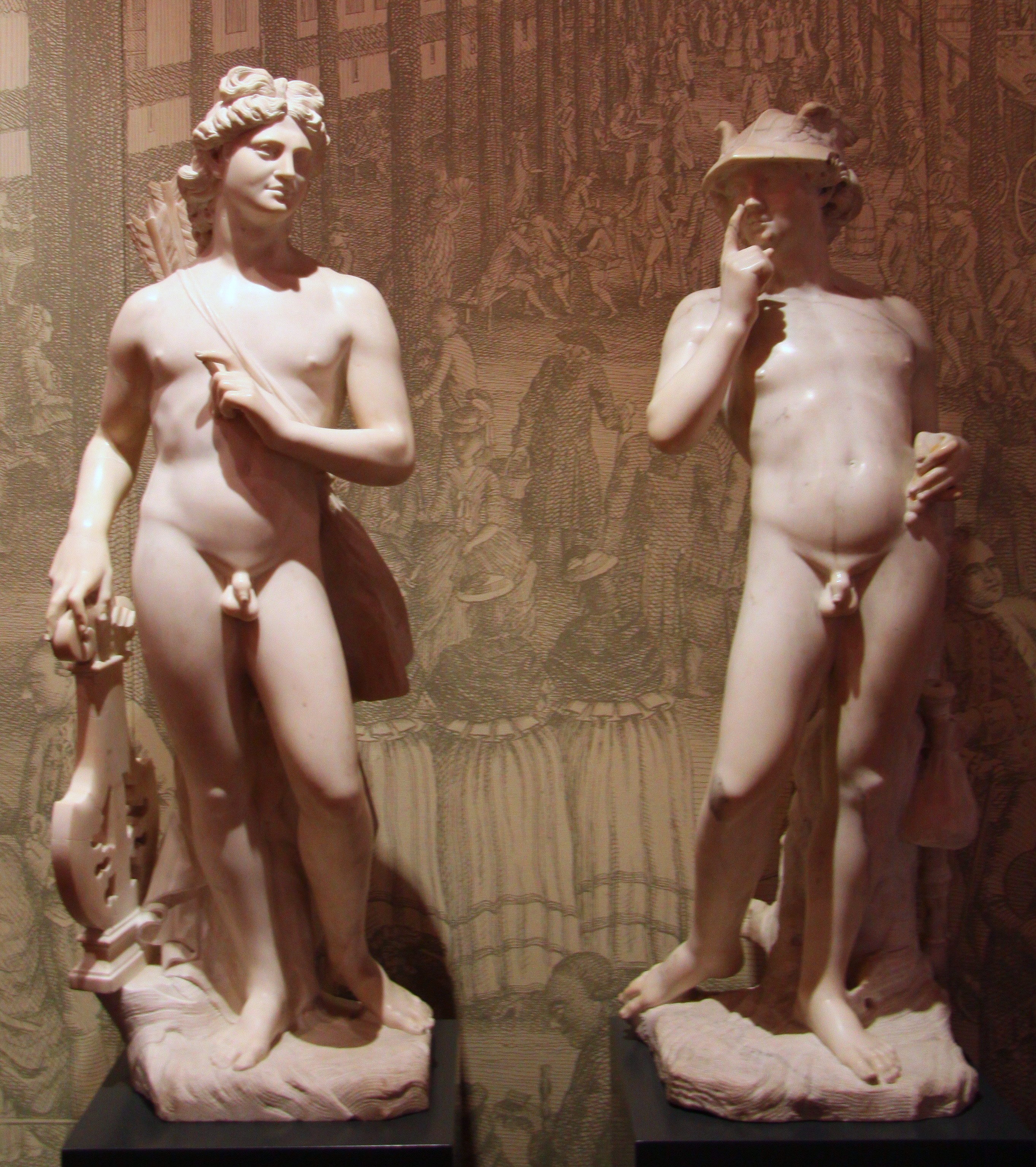
Statuen von Apoll und Merkur

### Haus Böttchergäßchen

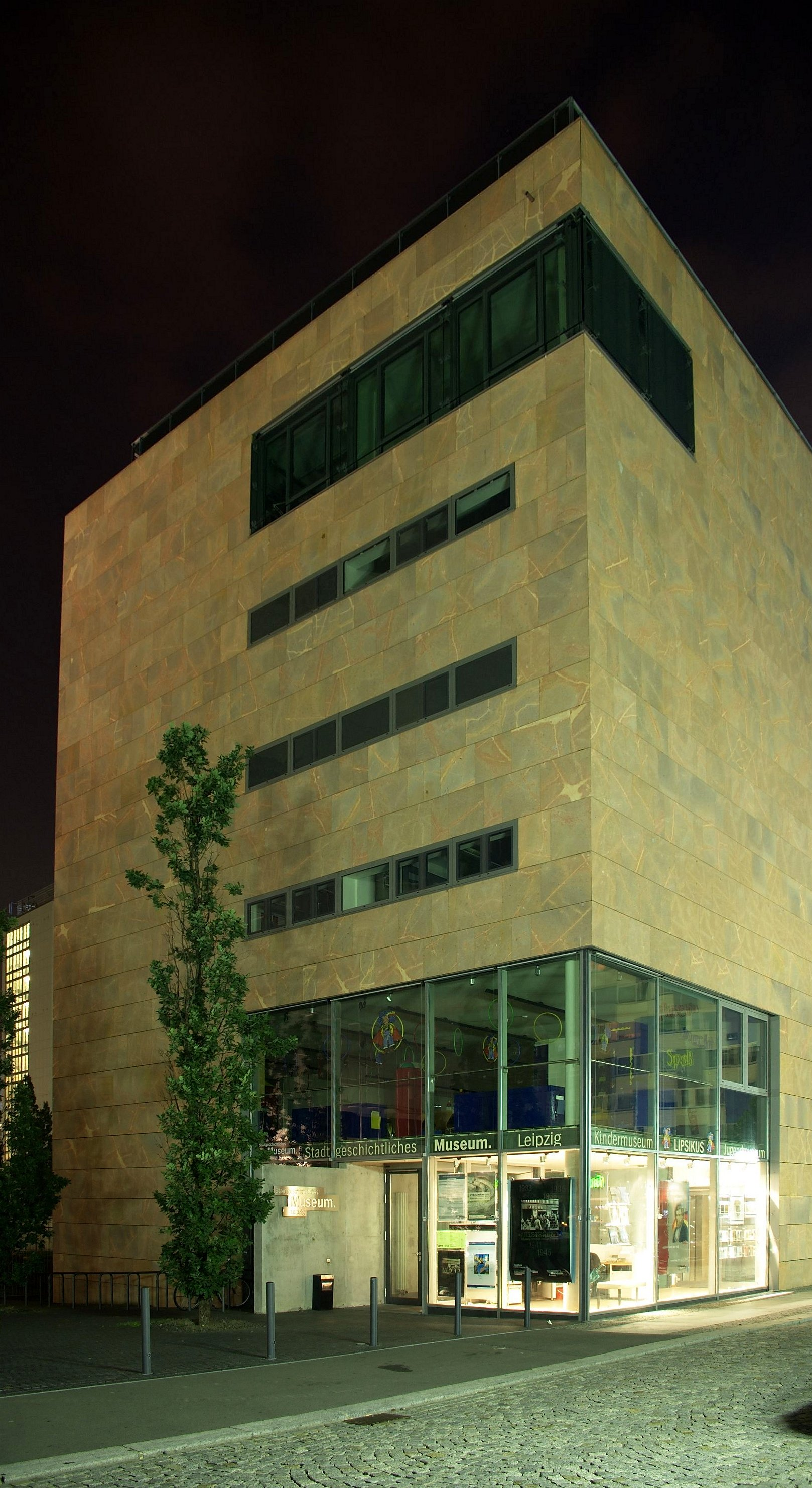
Haus Böttchergäßchen bei Nacht

Der 2004 eröffnete Neubau im Böttchergäßchen wurde von den Architekturbüros Coersmeier und Ilg, Friebe, Nauber entworfen. Er enthält neben Foyer, Studio und Besucherbetreuung den Sonderausstellungsbereich, ein Kindermuseum, Bibliothek und Fotothek, Werkstätten sowie die Dokumentation und die Verwaltung des Museums. Das Zentraldepot über drei Etagen (1.900 m²) bildet den Kern des Hauses. Die aus rotem Rochlitzer Porphyr bestehende Natursteinfassade des fünfgeschossigen Gebäudes wird nach oben hin durch ein gläsernes Staffelgeschoss geöffnet. Die offizielle Bezeichnung Neubau wurde Ende 2014 durch den Namen Haus Böttchergäßchen ersetzt.
Am 11. November 2024 wurde im verwinkelten Hinterhof des Gebäudes, im sogenannten Museums-Karree, die Installation Tropfen auf Stern des Leipziger Künstlers Maix Mayer eingeweiht. Sie besteht aus zwei Straßenlaternen (Tropfenlampen genannt), die zu DDR-Zeiten im VEB Leuchtenbau Leipzig hergestellt wurden, sowie aus einer darunter befindlichen sternförmigen Edelstahlplastik in einem roten Tartankreis.

#### Kindermuseum
Das erste Kinder- und Jugendmuseum „Lipsikus“ wurde im Mezzaningeschoss des Hauses Böttchergäßchen mit einer Ausstellung im November 2004 eröffnet. Bis zum Jahr 2013 bildete es das Zentrum der museumspädagogischen Angebote im Neubau des Stadtgeschichtlichen Museums. Neben dauerhaft eingerichteten Bereichen (z. B. Vorstellung der Einzeleinrichtungen des Museums, selbst zusammenstellbares dreidimensionales Stadtmodell, frei nutzbares Kinder(puppen)-Theater, Automat mit stereoskopischen Ansichten des alten Leipzigs, Präsentation von privaten Kindersammlungen) wurden regelmäßig kleine Wechselausstellungen präsentiert und Veranstaltungen durchgeführt.
Nach zwischenzeitlicher Schließung wurde Ende 2015 das Kindermuseum mit neuer inhaltlicher Ausrichtung wiedereröffnet. Seitdem wird in einer interaktiven Mitmach-Ausstellung unter dem Titel Kinder machen Messe das Thema Leipzig als Messe- und Handelsstadt präsentiert.

#### Bibliothek
Die wissenschaftliche Spezialbibliothek (Präsenzbestand) umfasst etwa 140.000 Bände mit dem Schwerpunkt Stadt- und Regionalgeschichte. In den Beständen sind neben dem ersten in Leipzig nachweisbar gedruckten Buch (Giovanni Nannis Glosa Apocalipsim aus dem Jahr 1481) andere Inkunabeln und Frühdrucke, städtische Verordnungen seit dem ausgehenden 15. Jahrhundert, rare Schriften aus der Reformationszeit sowie zahlreiche regional bedeutsame historische Chroniken zu finden. Sondersammlungen, die u. a. in der Bibliothek einsehbar sind:
- Völkerschlacht, Napoleon Bonaparte, Befreiungskriege
- Richard Wagner (Sammlung Rudolf Hagedorn)
- Geschichte der deutschen und internationalen Arbeiterbewegung (Sammlung Karl Wiegel aus der Bibliothek des ehemaligen Georgi-Dimitroff-Museums Leipzig)
- Leipziger Zeitung, Leipziger Illustrirte Zeitung (weitestgehend vollständig)
- verschiedene mit zahlreichen Kupferstichen eingebundene einmalige Exemplare von Johann Jacob Vogels umfangreicher Stadtchronik Leipzigisches Geschicht-Buch Oder Annales (1714 bzw. 1756)
- die historische Kammerbibliothek der Industrie- und Handelskammer zu Leipzig (als Dauerleihgabe)
- historische und rare Kinder- und Jugendbücher seit dem 18. Jahrhundert (Sammlung Heiner Vogel)
- Felix Mendelssohn Bartholdy (Sammlung Rudolf Elvers)
- Schausteller- und Anschlagzettel des 18. und 19. Jahrhunderts

#### Fotothek
Die Fotothek stellt mit ihren ca. 105.000 Objekten eines der großen Sammlungsbereiche des Stadtgeschichtlichen Museums dar. Dazu gehören u. a.:
- Nachlass Bertha Wehnert-Beckmann (83 Daguerreotypien, 3.500 Glasnegative, Papierabzüge)
- Nachlass Hermann Walter (4.000 Glasnegative und Vintageprints zur Leipziger Stadt- und Architekturgeschichte von 1870 bis 1909)
- Über 500 Fotoplatten und Abzüge von Hermann Vogel (Leipziger Baudenkmäler und Stadtansichten um 1900)
- Nachlass Johannes Widmann (1877 Negative, Schwerpunkt Zerstörung und Wiederaufbau Leipzig um 1945)
- Sammlung zum Volksaufstand am 17. Juni 1953 in Leipzig
- Sammlung des ehemaligen Museums zur Geschichte der Arbeiterbewegung
- Fotografien der Ereignisse des Leipziger Herbstes 1989

### Völkerschlachtdenkmal / FORUM 1813

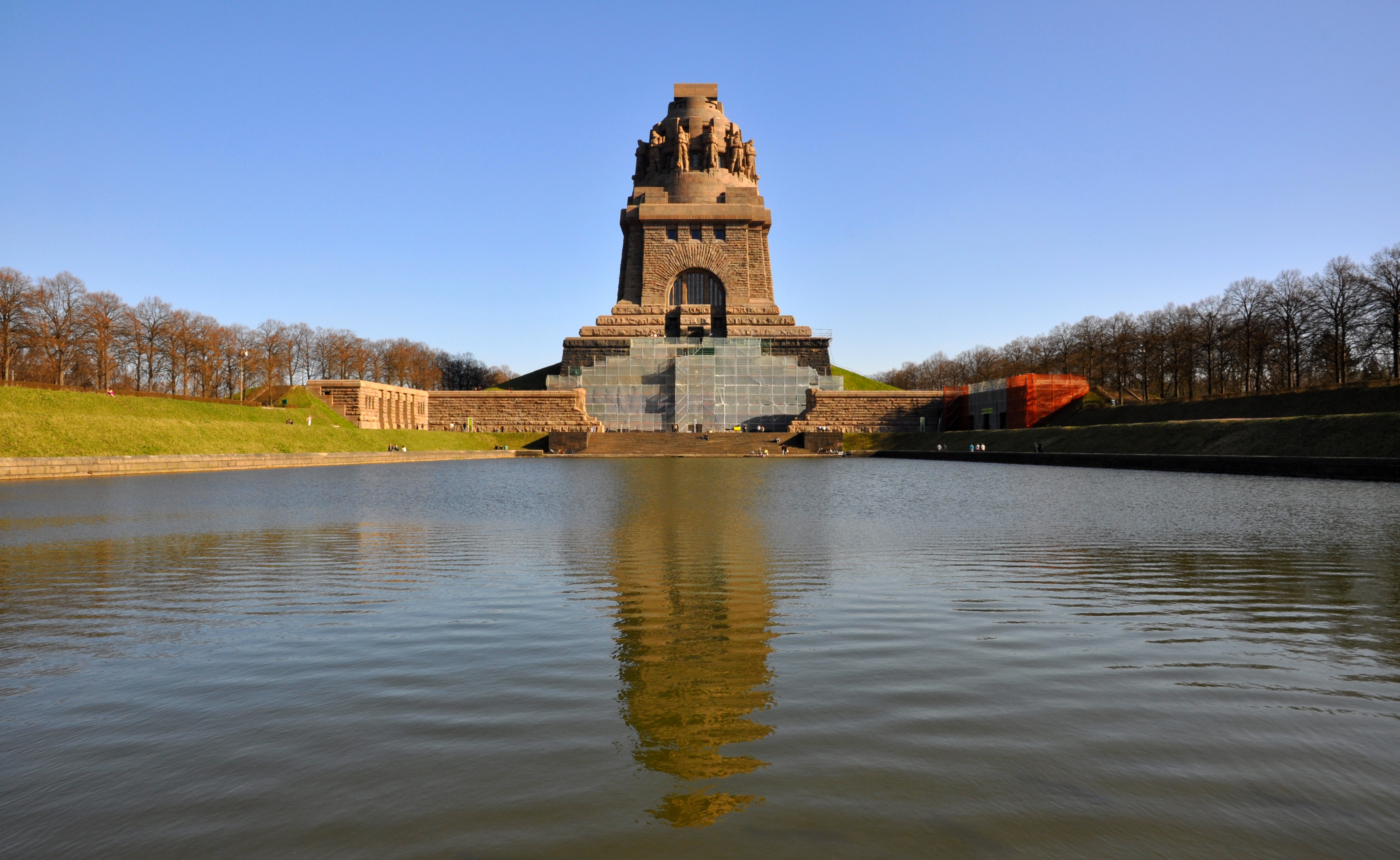
Völkerschlachtdemal

Insgesamt gibt es drei Aussichtsplattformen am Völkerschlachtdenkmal, die erste befindet sich unterhalb des eigentlichen Eingangs in das Innere des Monuments. Die mittlere Aussichtsplattform in 57 Meter Höhe ist auch über Personenaufzüge erreichbar, die Spitze des insgesamt 91 Meter hohen Bauwerks ist über insgesamt 500 Treppenstufen zu besteigen.
In der Krypta des Denkmals wird durch eine in den Boden eingelassene und meist kranzgeschmückte bronzene Grabplatte an die Opfer der Völkerschlacht erinnert. Außerdem finden hier regelmäßig kulturelle Veranstaltungen, vorwiegend Konzerte, statt. In der einen Ebene höher gelegenen Ruhmeshalle mit den vier etwa 9,5 Meter Statuen der Totenwächter führt eine Ausstellung durch die Baugeschichte des Völkerschlachtdenkmals.
Die 1999 in der ehemaligen Bauhütte des Monuments eröffnete Ausstellungshalle FORUM 1813 befindet sich im rechts gelegenen Nebengebäude des Völkerschlachtdenkmals und behandelt die Geschichte der Völkerschlacht. Sie richtet den Blick auf die Lebenswelt der Menschen von der Französischen Revolution bis zum Ende der Befreiungskriege. So beleuchtet die Ausstellung unter anderem den Widerhall der Französischen Revolution in Sachsen, die Auswirkungen der Allianz mit Napoleon Bonaparte auf den Alltag in Leipzig und die Lebensader der Stadt, die Messe. Ein Diorama stellt das Schlachtfeld im Maßstab von 1:72 nach. Rekonstruiert wurde eine Brandrakete mit leiterartigen Abschussgestell, die englische Einheiten am 18. Oktober 1813 auf Paunsdorf feuerten und damit das Dorf in Brand setzten.
Gegenüberliegend vom FORUM 1813 auf der linken Seite vor dem Völkerschlachtdenkmal ist das Service- und Besucherzentrum des Gebäudekomplexes untergebracht.

### Schillerhaus

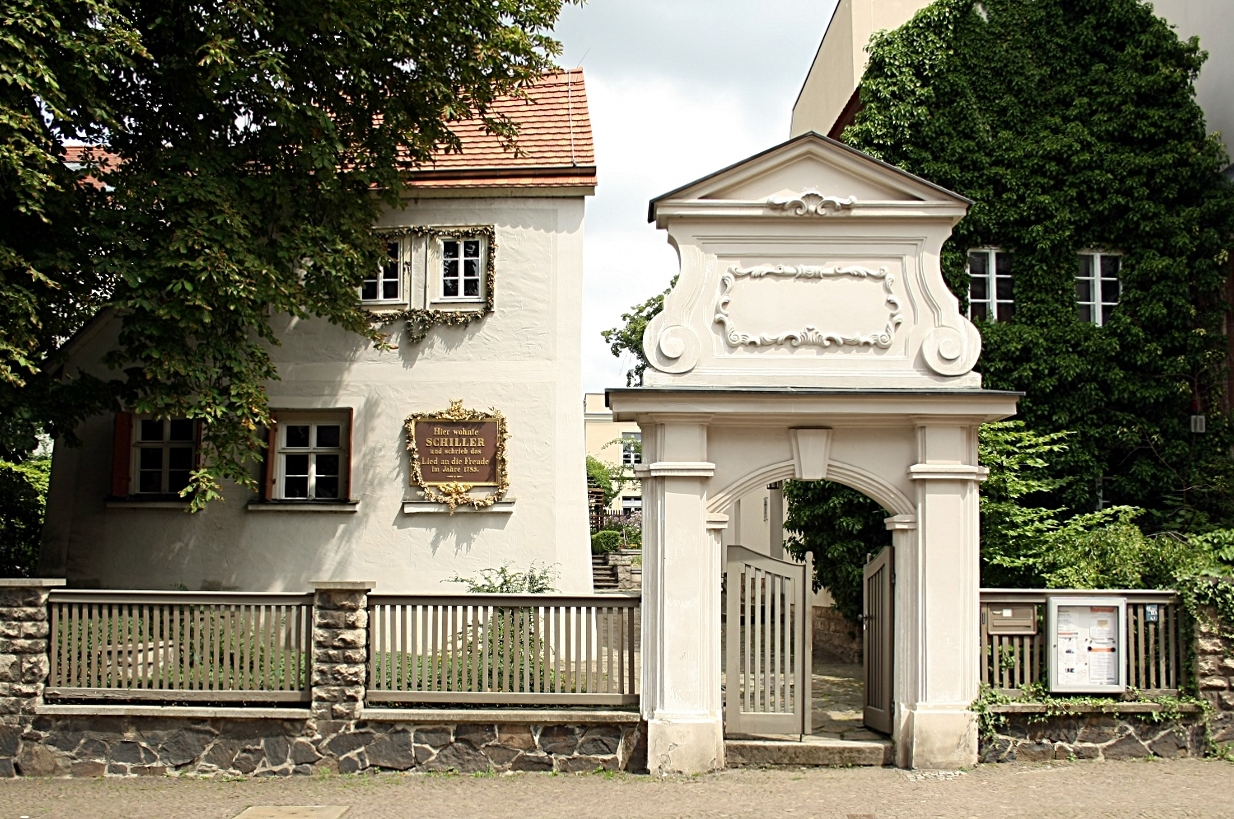
Schillerhaus (Leipzig)

Das 1717 erbaute und damit älteste erhaltene Bauernhaus in Leipzig wurde nach aufwändiger denkmalpflegerischer Restaurierung und Instandsetzung 1998 wieder eröffnet. In den ländlich-bäuerlich anmutenden Räumlichkeiten, bestehend aus Göschenzimmer, Bauernstube, Schillerstube, Schlafkammer sowie Küche, befinden sich einzelne kleinere Ausstellungsbereiche zu den Themen:
- Friedrich Schiller und Leipzig
- Robert Blum
- Leipzig und Gohlis um 1785 (mit einem Modell des Dorfes Gohlis)
- Geschichte des Schillerhauses
- der Leipziger Schillerverein

Auf dem ursprünglichen Dreiseithof befindet sich gegenüberliegend des Schillerhauses das ehemals als Speicher und Stall genutzte Kastellanhaus mit heute untergebrachtem Museumsshop und Verwaltungseinrichtungen. Im hinteren Bereich des Areals ist ein nach historischem Vorbild gestalteter Bauerngarten angelegt. Ganzjährig finden auf dem Gelände des Schillerhauses Lesungen und Theateraufführungen statt.
Im April 2023 wurde das Schillerhaus nach mehrmonatiger Schließzeit mit einer überarbeiteten ständigen Ausstellung unter dem Namen Götterfunke wiedereröffnet.

### Alte Börse

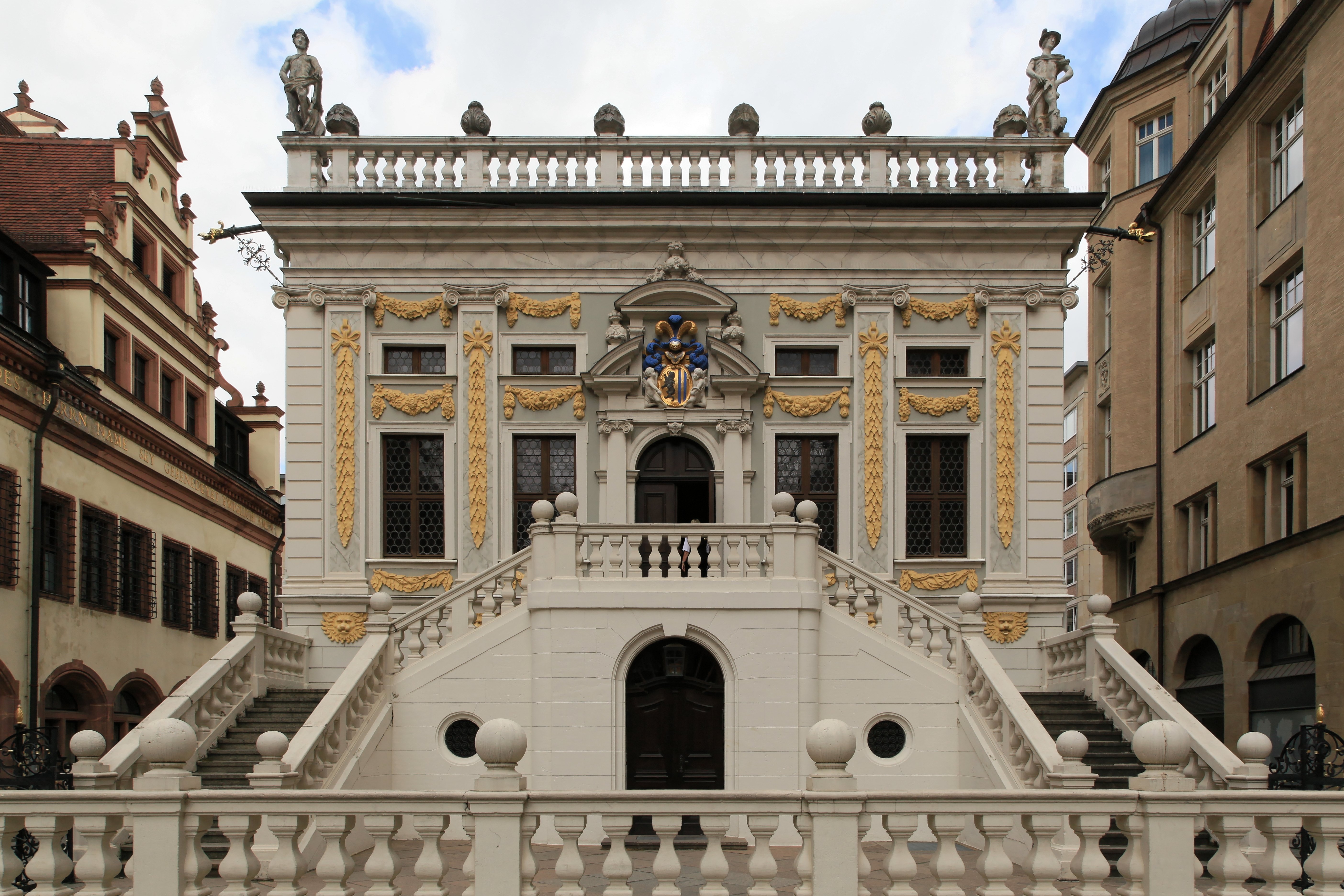
Alte Börse (Leipzig)

Das im Jahr 1687 für Versammlungen der Leipziger Kaufmannschaft fertiggestellte Haus (mutmaßlicher Baumeister: Johann Georg Starcke) gilt als einer der ältesten Barockbauten der Stadt und wird für diverse kulturelle Veranstaltungen genutzt.

### Museum Zum Arabischen Coffe Baum

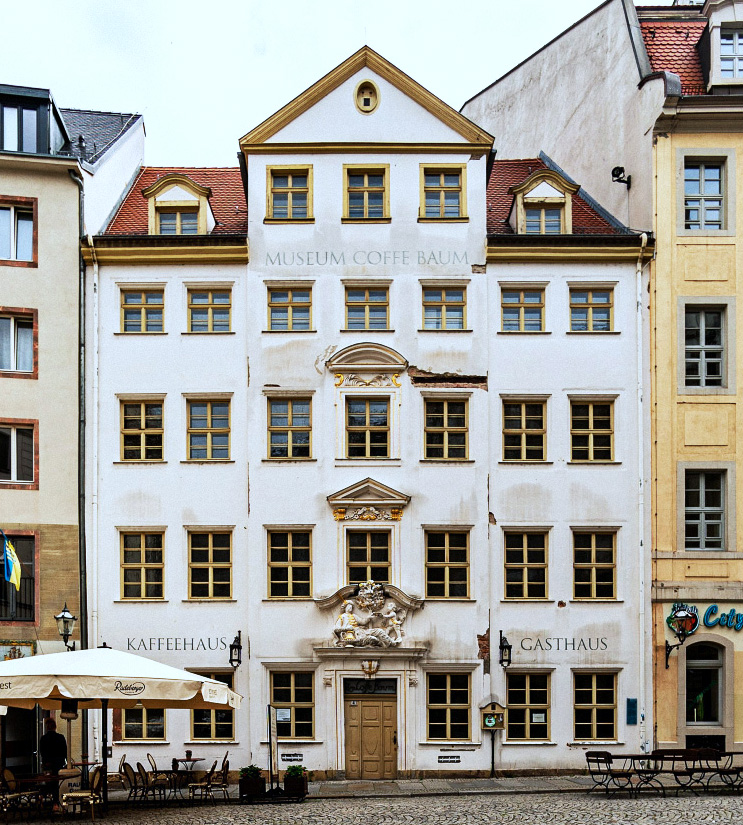
Zum Arabischen Coffe Baum

Das 1999 eröffnete kostenlos zugängliche Museum zeigt in dem erstmals 1556 erwähnten Gebäude im zweiten und dritten Obergeschoss in 16 Räumen die Kulturgeschichte des Kaffees nach, mit Schwerpunkt auf Sachsen. Seit 1711 wird hier nachweislich Kaffee ausgeschenkt, damit ist es eines der ältesten Kaffeehäuser Europas. Seit 2019 war das Museum aufgrund von Renovierungsarbeiten geschlossen, am 1. Juli 2025 wurde es konzeptionell überarbeitet wiedereröffnet.

### Sportmuseum
Der Ausstellungsbereich des 1977 im Fassadenaufatz des Zentralstadions eröffneten Sportmuseums ist seit 1991 geschlossen, aber als Sammlungs- und Dokumentationszentrum mit Archiv und Bibliothek weiterhin beständig (derzeitige Adresse: Sportforum 10).

### Capa-Haus
Das nach dem US-amerikanischen Kriegsreporter und -fotografen Robert Capa benannte Capa-Haus wird als Ausstellungs-, Veranstaltungs- und Begegnungsort genutzt, das Stadtgeschichtliche Museum kuratiert dabei die Dauerausstellung War is over.

## Direktoren
- 1909–1917: Albrecht Kurzwelly
- 1918–1945: Friedrich Schulze
- 1945–1946: Walter Lange
- 1946–1948: Felix Günther
- 1949–1971: Heinz Füßler
- 1971–1979: Lothar Wenzel
- 1979–1996: Klaus Sohl
- 1996–2019: Volker Rodekamp
- ab 1. April 2019: Anselm Hartinger[22]

## Veröffentlichungen
Neben zahlreichen Begleitpublikationen und Katalogen zu einzelnen Ausstellungen wurden bzw. werden mehrere Schriftenreihen vom Museum herausgegeben:
- Studien zur Geschichte Leipzigs und seiner Landschaft (1948, ein Band), ZDB-ID 525392-5.
- Leipziger stadtgeschichtliche Forschungen (1952–1969, acht Bände), ZDB-ID 525385-8.
- Schriftenreihe des Museums für Geschichte der Leipziger Arbeiterbewegung (1958–1970, 10 Bände), ZDB-ID 999353-8 (Band 1–5).
- Jahrbuch zur Geschichte der Stadt Leipzig (1975–1980, fünf Bände), ZDB-ID 302683-8.
- Leipzig. Aus Vergangenheit und Gegenwart. Beiträge zur Stadtgeschichte (1981–1990, sieben Bände), ZDB-ID 44677-4.
- thema.M (1998–2019, 24 Bände), ZDB-ID 1463058-8
- Jahrbuch für Leipziger Stadtgeschichte (2021–, Mitherausgeberschaft, bisher vier Bände), ZDB-ID 3099672-7.

## Hieronymus-Lotter-Gesellschaft
Der Förderverein des Stadtgeschichtlichen Museums ist die 1996 gegründete Hieronymus-Lotter-Gesellschaft. Die nach dem Leipziger Renaissance-Baumeister und Bürgermeister Hieronymus Lotter benannte Gesellschaft unterstützt unter anderem Restaurierungsprojekte, Ankäufe von Objekten und Neugestaltungen von Ausstellungen.